# Cornelius Sommer
Cornelius Sommer (* 26. Juni 1940 in Breslau; † 28. September 2011 in Berlin) war ein deutscher Diplomat und Sprachpfleger.

## Leben
Sein Abitur legte er 1959 am Humboldt-Gymnasium in Düsseldorf ab. Danach folgte bis 1966 ein Studium der Philologie, Politik und Philosophie mit abschließender Promotion zum Dr. phil. an der Universität Tübingen. Von 1966 bis 1971 war er Assistant Professor für deutsche Literatur an der University of California, Davis. 1971 trat er in den Auswärtigen Dienst ein. Von 1973 bis 1976 war er Presse- und Kulturreferent an der deutschen Botschaft in Seoul, von 1977 bis 1979 Rechtsreferent an der deutschen Botschaft in Dschidda und von 1979 bis 1982 politischer Referent an der deutschen Botschaft in Washington, D.C.
Von 1982 bis 1985 war er im Auswärtigen Amt als Pressereferent und im politischen Planungsstab tätig. Von 1985 bis 1988 war er Ständiger Vertreter des Botschafters und Leiter der Wirtschaftsabteilung wiederum in Seoul. Von 1988 bis 1991 war er Leiter der Wirtschaftsabteilung an der deutschen Botschaft in Rom. Von 1991 bis 2001 war er wieder im Auswärtigen Amt tätig; bis 1996 als Leiter des Ostasienreferats, dann bis 1999 als Botschafts-Inspekteur, schließlich als Beauftragter für die Asien- und Pazifik-Politik. In dieser Funktion war er Unterhändler der Bundesregierung während des Geiseldramas auf den Philippinen durch die moslemische Terrorgruppe Abu Sajaf. Von 2001 bis 2003 war er deutscher Botschafter in Helsinki. Nach einem Sonderauftrag in Nordwest-Afghanistan Ende 2003 wurde er von 2004 bis zu seiner Pensionierung im Jahr 2005 erster deutscher Generalkonsul im russischen Kaliningrad, dem früheren Königsberg.
Cornelius Sommer war verheiratet und hatte zwei Kinder. Ehrenamtlich war er Beiratsvorsitzender der Stiftung Deutsche Sprache und in dieser Eigenschaft auch Mitglied der Deutschen UNESCO-Kommission,  sowie Beauftragter für das Haus der Deutschen Sprache.
Er trat auch mit Veröffentlichungen zur deutschen Literaturgeschichte und deutschen Sprachpflege hervor und wurde vom Verein Deutsche Sprache zum Ehrenmitglied ernannt. Mit Ulrich Müller und Franz Hundsnurscher war er Herausgeber der im Kümmerle-Verlag erschienenen Göppinger Arbeiten zur Germanistik, sowie der im Verlag Hans-Dieter Heinz erschienenen Stuttgarter Arbeiten zur Germanistik.